# Закаро
Закаро (груз. ზაქარო) — село в Грузії.
За даними перепису населення 2014 року в селі проживає 558 осіб.